# 蛇腹劍
蛇腹劍，或稱鞭劍，是一種虛構的兵器。外表看來與普通的劍沒有分別，不過劍身的部分可以鬆脫成若干節段，中間以鐵鍊或絲線連繫，成為一柄具備鋒刃的鞭子，能作遠距離攻擊。

## 概述
蛇腹劍具備類似軟鞭及三節棍的特性，透過多段分節加強柔軟度，是一種能作近距離砍擊、遠距離襲擊，甚至能纏繞對手以產生牽制效果的多用途兵器。這種兵器之所以不能在現實中具現化，最大的困難是如何讓它在「劍」與「鞭」兩個狀態間，作出直接的交替變換。即使能把劍刃分成若干段落，令其可以在施加某個動作後鬆脫成鞭狀態，但迄今仍未有把鞭子散落的段節重新收束組合回劍狀態的方法。

## 創作形象
事實上，類似概念的鞭劍向來沒有一個正式及統一的名稱，日本以其形態像蛇，因此常稱其為蛇腹劍。而在各種作品中，這類鞭劍都會有個別的稱謂，彼此之間沒有互相詮釋的功能。
動漫作品中，使用蛇腹劍者很多都是敵人立場或反派中人，而這些角色運用蛇腹劍的方式大都模仿藝術體操中的絲帶舞，動作複雜而華麗，容易眩人耳目，令對手難以觸摸。而且使用蛇腹劍的角色更有不少都是女性，這大概是因為鞭子帶有陰柔流麗的姿態，蛇類亦令人聯想到女性，所以才有類似的設定。

### 動畫作品
雷金雷茲·茱麗亞（機動戰士鋼彈 鐵血的孤兒）
茱麗安劍×2
雷金雷茲·茱麗亞的主武器，衝刺時能當矛、近戰時能當鞭，要靈活運用的話十分困難。
夏侯惇基羅斯 （BB戰士三國傳）
武器名稱為「蛇骨剛劍」。
鐵巨人加利安（機甲界鐵巨神）
腕部藏有一柄蛇腹劍。
席格娜（魔法少女奈葉系列）
其武器「利維坦」能透過灌輸魔法以作「長劍」、「連結刃（鞭）」及「弓矢」三個形態的變化。
藤乃靜留（舞-HiME）、靜留．維奧拉（舞-乙HIME）
武器為薙刀形態，刀身能化成鞭狀，既可斬擊，又可絞纏對手。
假面騎士Saga（假面騎士KIVA）
武器為西洋劍形態，帶紅色電流，能伸延成幼長的鞭子攻擊敵人。
梵安（槍與劍）
武器為一柄彎刀。此刀就像是布匹一樣能伸縮自如，使用時刀身會變得比鋼鐵還要堅銳。
女王騎士-斐斯‧雷斯(Faceless)（問題兒童都來自異世界?）
武藝高超，擅於使用各種兵器，遠距離使用鋼弓射擊，中距離使用鞭劍，近距離則使用雙槍應戰，鞭劍的握柄處有機關可操控劍揮舞的軌跡。

### 漫畫作品
菁英近衛兵 （星際大戰）
達斯西帝身旁的護衛，分別有八名護衛，共有數種武器，蛇腹劍是其中之一，使用此武器能夠跟絕地武士戰鬥，也能利用此武器來抵禦光劍，後來星際大戰八部曲中，史諾克也延續了西斯的護衛傳統，培養出了新一代近衛兵。
懷空（風雲）
使用武器名為「天罪」，又名「人間凶獸」，是一柄難以駕馭的神兵。
阿散井戀次（BLEACH）
其武器是斬魄刀「蛇尾丸」，是一柄雙刃的日本刀。
蛇骨（犬夜叉）
使用武器為「蛇骨刀」。外表跟蛇一樣，能把遠處的敵人一擊擊倒。但相當不擅長近身戰。
圓円（天上天下）
赤羽眾之一「圓」家當家，是天下劍術頂尖的用劍高手。身上藏有許多作為武器的劍，當中有一柄相當巨大的蛇腹劍，平時以鞭狀態纏在長裙下的右腿上，是威力相當大的武器。
澤下條張（浪客劍心）
武器名為「薄刃乃太刀」，與一般蛇腹化武器構造不同，此刀非常柔韌有彈性，不能變長，亦沒有分節，但仍可當作鞭子使用。
嘉威恩（飛輪少年）
「劍之道」在滾珠式AT腳跟各連有一把以大量刀刃交疊組成的劍，伸展時沒有鐵鍊絲線等連接物，完全以片片刀刃刀身互相平行嵌合旋轉重疊連接。

### 遊戲作品
艾薇（Ivy）（劍魂）
武器名為「華倫泰（Valentine）」，是一柄經由魔法洗禮的靈劍，除了能作劍、鞭的二段變型外，劍節還能以自我意志各自分散，並同時夾擊對手。
嫉妒之Invidia（11eyes -罪與罰與贖的少女-）
七原罪中的「嫉妒」，就像是頭上長出了翅膀，有着妖艷的美女姿態，使用像鞭子的「蛇劍」，擅長於中距離作戰。其身分為「使徒 龍骸 艾琳（龍骸のイレーネ）」。
傑克·美布蘭（鬼武者3）
武器名為「炎蛇劍」，是一柄寄宿了火炎力量的神兵。
竹中半兵衛（戰國BASARA2）
作品中武器名為「關節劍」。
莉絲·亞潔朵（英雄傳說VI「空之軌跡 the 3rd」）
武器是七耀教會騎士團的七把武器其中一柄，名為「法劍」。
潔西卡（Jachikar）（風色幻想SP 封神之刻）
新月帝國新月四將軍之一的外號「血色的玫瑰」的潔西卡使用的武器。根據《風色幻想SP完全攻略本》的插圖，潔西卡使用的蛇腹劍能作劍、鞭的二段變化，連繫各節劍身的線鍊可伸長，各節劍身的兩邊劍刃皆有突出的蛇形尖刺。根據該攻略本所述，要習得蛇腹劍的用法並不容易。沒有個體故事或角色特殊性，「蛇腹劍」在遊戲中就是作為一個武器類型存在，最低階的蛇腹劍連名稱也沒有，就是叫「蛇腹劍」。依據售價由低至高排行，遊戲中出現的蛇腹劍為：「蛇腹劍」→「流水之影」→「薔薇之吻」→「狩影之風」→「星碎雷襲」
甲斐姬（戰國無雙3）
武器名為「浪切」，是寄宿著水龍之力的武器。甲斐姬的蛇腹劍以日本刀為基礎，因此是單刃的刀。最強武器名為「龍刃八岐大蛇」及「神刃甲斐弁羅」。
張苞（真·三國無雙7）
武器名為「連刃刺」，是一柄裝嵌於拳甲上的蛇腹劍刃。
加蘭特（ガーランド）（Dissidia最終幻想）
光之戰士的宿敵，以伸縮自如的大劍戰鬥。
Seven（最終幻想 零式）
朱雀魔導院第零班訓練班「撲克同盟」的女學生，是班中的no.7成員。性格沉默而剛烈，長有一頭銀髮，在學妹間有很高的人氣。戰鬥時使用「鞭劍」為武器，擁有廣泛的射程範圍。通常攻擊狀態為「Whip」，特殊技能為「Catch」，可以無視高低差捕捉敵人，然後將其拉到自己身邊，或者透過鞭劍發出電擊流，向被纏住的敵人作出直接攻擊。
拿殊（ナッシュ・ラトキエ）（幻想水滸外傳）
使用雙劍，劍身塗上劇毒，而且伸縮自如，名字是「双蛇剣グローサー・フルス」。
夜叉(傳說對決)
在遊戲中，夜叉普通攻擊(正常狀態下為劍)命中敵人將獲得1點殺氣值，殺氣值滿5點後可獲得強化效果(強化過後即為鞭)，其武器在強化過程增加夜叉60.00點移動速度及25.00%攻擊速度，普通攻擊附帶60.00點真實傷害，並減少死亡之刃和暴走夜叉1秒冷卻時間，持續5秒。 第三次普攻會觸發連擊，第二擊僅造成50%傷害，殺氣強化開始和結束時會重新計數。夜叉可揮出死亡之刃，將前方所有敵人勾到自己身前，造成200/240/280/320/360/400(+0.80)點物理傷害和25/30/35/40/45/50%的減速效果。

### 小說作品
夏侯星（古龍作品三少爺的劍）
武器名為「千蛇劍」，別名「藕斷絲連滿天星雨千蛇劍」。劍身由銀絲所連結的49塊分散劍刃組成，劍柄處設有機關可控制要分散或收攏；小說中並未說明組合方式，可能是拼圖式組合。組合時當一般長劍使用，散開時則可當成暗器傷人。
紫日（雷雲風暴作品從零開始）
武器名為「永恆」，由數千把神器融合而成的究極神器，擁有神器破壞效果並融合了邪門兵的劍魂。

## 外部連結
- 劍魂：蛇腹劍演武示範 （页面存档备份，存于）
- 戰國BASARA2：竹中半兵衛的「關節劍」